# Carl-Erik Ohlson
Carl-Erik Ohlson (ur. 23 września 1920 w Hälleviksstrand, zm. 24 grudnia 2015 w Göteborgu) – szwedzki żeglarz, olimpijczyk, zdobywca brązowego medalu w regatach na Letnich Igrzyskach Olimpijskich w 1952 roku w Helsinkach.
Na Letnich Igrzyskach Olimpijskich 1952 zdobył brąz w żeglarskiej klasie 5,5 m. Załogę jachtu Hojwa tworzyli również bracia Magnus Wassén i Folke Wassén.